# Coupe du monde de course en montagne 2023
Navigation
2022 2024
La Coupe du monde de course en montagne 2023 est la vingt-quatrième édition de la Coupe du monde de course en montagne, compétition internationale de courses en montagne organisée par l'association mondiale de course en montagne.

## Règlement
Les courses sont réparties en trois formats distincts :
- Vertical : distance d'environ 3 à 8 km avec un dénivelé positif compris entre 750 et 1 000 m (150 à 250 m/km)
- Classique : distance d'environ 9 à 21 km, dénivelé positif et négatif entre 100 et 150 m/km
- Long : distance d'environ 22 à 45 km, dénivelé positif et négatif entre 80 et 120 m/km

Le calcul des points est identique dans les catégories féminines et masculines. En plus du classement général, un classement par format est effectué. Le score final de chaque catégorie cumule les 3 meilleures performances de la saison et celui général, les 6 meilleures performances toutes catégories confondues.
Un bonus de 5 points est accordé aux participants de chaque course de la finale, à Puerto de Las Nieves. Les athlètes doivent terminer dans les points (15 premières places) afin de recevoir le bonus.
| Classement                     | 1er | 2e | 3e | 4e | 5e | 6e | 7e | 8e | 9e | 10e | 11e | 12e | 13e | 14e | 15e |
| ------------------------------ | --- | -- | -- | -- | -- | -- | -- | -- | -- | --- | --- | --- | --- | --- | --- |
| Points pour les courses Gold   | 50  | 40 | 30 | 25 | 20 | 18 | 16 | 14 | 12 | 10  | 8   | 6   | 4   | 2   | 1   |
| Points pour les courses Silver | 20  | 17 | 14 | 12 | 10 | 7  | 5  | 4  | 3  | 2   | 0   | 0   | 0   | 0   | 0   |

## Programme
Le calendrier se compose de quatorze courses principales labellisées « Gold », réparties sur huit événements comprenant six courses classiques, cinq courses verticales et trois courses longues. Une finale commune pour les trois catégories a lieu à Puerto de Las Nieves dans le cadre de la course Sky Gran Canaria,.
En plus du calendrier principal des courses labellisées « Gold », trois autres courses supplémentaires, labellisées « Silver », offrent des occasions supplémentaires aux athlètes de marquer des points dans une moindre mesure.

### Courses Gold
| Nom de la course           | Distance | Dénivelé            | Pays       | Date              | Type      |
| -------------------------- | -------- | ------------------- | ---------- | ----------------- | --------- |
| Broken Arrow VK            | 6,8 km   | +954 m              | États-Unis | 16 juin 2023      | vertical  |
| Broken Arrow Skyrace       | 23 km    | +1 533 m            | États-Unis | 18 juin 2023      | long      |
| Montemuro Vertical Run     | 10,2 km  | +1 090 m            | Portugal   | 2 juillet 2023    | classique |
| Piz Tri Vertical           | 3,5 km   | +1 000 m            | Italie     | 15 juillet 2023   | vertical  |
| Fletta Trail               | 21 km    | +/-1 100 m          | Italie     | 16 juillet 2023   | classique |
| Montée du Nid d'Aigle      | 20,9 km  | +2 000 m            | France     | 22 juillet 2023   | classique |
| Sierre-Zinal               | 31 km    | +2 200 m / -1 100 m | Suisse     | 13 août 2023      | long      |
| Vertical Nasego            | 4,2 km   | +1 000 m            | Italie     | 2 septembre 2023  | vertical  |
| Trophée Nasego             | 20,6 km  | +1 336 m / -1 039 m | Italie     | 3 septembre 2023  | long      |
| Canfranc-Canfranc Vertical | 4,4 km   | +927 m              | Espagne    | 8 septembre 2023  | vertical  |
| Canfranc-Canfranc Skyrace  | 16 km    | +/-1 590 m          | Espagne    | 10 septembre 2023 | classique |
| Sky Gran Canaria Uphill4   | 4,65 km  | +860 m              | Espagne    | 13 octobre 2023   | vertical  |
| Sky Gran Canaria TPT35     | 35 km    | +/-2 200 m          | Espagne    | 14 octobre 2023   | long      |
| Sky Gran Canaria AA21      | 20,5 km  | +740 m / -1 970 m   | Espagne    | 15 octobre 2023   | classique |

### Courses Silver
| Nom de la course        | Distance | Dénivelé        | Pays     | Date              | Type      |
| ----------------------- | -------- | --------------- | -------- | ----------------- | --------- |
| Tatra Race Run          | 24 km    | +/-1 700 m      | Pologne  | 25 juin 2023      | long      |
| Primiero Dolomiti Trail | 10,2 km  | +/-690 m        | Italie   | 30 septembre 2023 | classique |
| Course de Šmarna Gora   | 10 km    | +710 m / -350 m | Slovénie | 7 octobre 2023    | classique |

## Résultats

### Résultats détaillés Vertical

#### Hommes
Dans des conditions particulièrement enneigées, un groupe de tête se forme sur le Broken Arrow Vertical Kilometer, composé des Italiens Andrea Rostan et Henri Aymonod, ainsi que de l'Irlandais Zak Hanna et de l'Américain Darren Thomas. Bien décidé à l'emporter, Andrea Rostan dicte le tempo sur un rythme soutenu et parvient à creuser l'écart en tête pour remporter la victoire. Derrière lui, Henri Aymonod et Darren Thomas se disputent âprement la seconde place, finalement à l'avantage de l'Américain.
Annoncé comme favori sur le Piz Tri Vertical, Patrick Kipngeno survole littéralement la concurrence. Il s'impose en 32 min 3 s, établissant un nouveau record du parcours et battant son compatriote Philemon Ombogo Kiriago de deux minutes. Le Britannique Joe Steward réalise une solide course pour compléter le podium devant l'ancien détenteur du record, Andrea Rostan.
Le favori Patrick Kipngeno domine le Vertical Nasego et s'impose facilement malgré une douleur au genou. Derrière lui, les deux autres places du podium font l'objet d'une lutte serrée entrée l'Américain Christian Allen et le Britannique Joe Steward. Christian Allen parvient à arracher la deuxième place pour sept secondes devant le Britannique.
S'étant révélé cette année avec deux podiums en Italie, le Britannique Joe Steward domine le Canfranc-Canfranc Vertical et s'impose en 35 min 34 s. Derrière lui, les deux autres places du podium font l'objet d'une lutte serrée entre le Canadien Rémi Leroux et le Français Vincent Loustau. Rémi Leroux parvient à prendre la deuxième place pour treize secondes d'avance sur le Français.
En raison des risques d'incendie sur la Grande Canarie, le parcours de l'épreuve Sky Gran Canaria A4Uphill est largement modifié pour ne pas dépasser 400 m d'altitude. Il est raccourci à 4 kilomètres. Courue en format contre-la-montre, la course voit Joe Steward signer un solide temps de 17 min 42 s. Le favori Patrick Kipngeno échoue à la deuxième place pour onze secondes. L'Américain Christian Allen complète le podium.
Avec deux victoires chacun, Patrick Kipngeno remporte le classement de la catégorie devant Joe Steward grâce à sa deuxième place au Piz Tri Vertical.
- Silver (20 points au vainqueur)
- Gold (50 points au vainqueur)

| Course                     | Vainqueur        | Deuxième                | Troisième        |
| -------------------------- | ---------------- | ----------------------- | ---------------- |
| Broken Arrow VK            | Andrea Rostan    | Darren Thomas           | Henri Aymonod    |
| Piz Tri Vertical           | Patrick Kipngeno | Philemon Ombogo Kiriago | Joe Steward      |
| Vertical Nasego            | Patrick Kipngeno | Christian Allen         | Joe Steward      |
| Canfranc-Canfranc Vertical | Joe Steward      | Rémi Leroux             | Vincent Lousteau |
| Sky Gran Canaria Uphill4   | Joe Steward      | Patrick Kipngeno        | Christian Allen  |

#### Femmes
En l'absence des favorites forfaites de dernière minute, l'Américaine Anna Gibson s'illustre sur le Broken Arrow Vertical Kilometer qu'elle domine du début à la fin pour remporter la victoire. Derrière elle, la deuxième place fait l'objet d'une lutte entre la Canadienne Jade Belzberg et la Britannique Sara Willhoit. Jade Belzberg parvient à faire la différence et termine deuxième avec 25 secondes d'avance sur la Britannique.
Philaries Kisang prend un départ rapide sur le Piz Tri Vertical mais se fait rapidement doubler par Andrea Mayr. Faisant parler son expérience, l'Autrichienne parvient à creuser l'écart en tête et s'impose en  37 min 17 s, battant son propre record du parcours. La Britannique Scout Adkin réalise une solide course et parvient à doubler Philaries Kisang pour s'offrir la deuxième marche du podium.
Andrea Mayr fait parler son expérience et mène le Vertical Nasego du début à la fin. Elle s'impose en 38 min 6 s, améliorant son propre record du parcours de plus de trente secondes. Scout Adkin et Philaries Kisang se livrent une bataille serrée pour la deuxième place. La Kényane parvient à prendre le meilleur et termine deuxième pour douze secondes d'avance devant la Britannique.
Annoncée comme favorite sur le Canfranc-Canfranc Vertical, la Kényane Joyce Muthoni Njeru assume son rôle et mène la course en tête du début à la fin pour s'offrir la victoire. Sa compatriote Lucy Wambui Murigi la suit dans un premier temps mais se fait ravir la deuxième place par la Française Olivia Magnone.
Scout Adkin réalise un solide temps de 21 min 17 s sur le parcours raccourci de l'épreuve A4Uphill. Elle voit la Finlandaise Susanna Saapunki s'emparer de la deuxième place à treize secondes derrière et Joyce Muthoni Njeru compléter le podium.
Grâce à ses trois podiums, Scout Adkin remporte le classement Vertical devant Andrea Mayr absente de la finale.
- Silver (20 points au vainqueur)
- Gold (50 points au vainqueur)

| Course                     | Vainqueur           | Deuxième         | Troisième           |
| -------------------------- | ------------------- | ---------------- | ------------------- |
| Broken Arrow VK            | Anna Gibson         | Jade Belzberg    | Sara Willhoit       |
| Piz Tri Vertical           | Andrea Mayr         | Scout Adkin      | Philaries Kisang    |
| Vertical Nasego            | Andrea Mayr         | Philaries Kisang | Scout Adkin         |
| Canfranc-Canfranc Vertical | Joyce Muthoni Njeru | Olivia Magnone   | Lucy Wambui Murigi  |
| Sky Gran Canaria Uphill4   | Scout Adkin         | Susanna Saapunki | Joyce Muthoni Njeru |

### Résultats détaillés Long

#### Hommes
Un fort vent sur les hauteurs du Washeshu Peak forcent les organisateurs à changer le parcours de la Broken Arrow Skyrace 23K. Au lieu d'une seule boucle initialement prévue, les coureurs effectuent deux fois la boucle du parcours 11K. Eli Hemming et Chad Hall s'échappent en tête dès le début de course. Ils sont ensuite rejoints par leur compatriote Meikael Beaudoin-Rousseau. Le trio effectue la course en tête, s'échangeant les commandes à plusieurs reprises. Eli Hemming s'impose devant Chad Hall et Meikael Beaudoin-Rousseau.
Courue dans le cadre du Tatra Fest, la Tatra Race Run voit la victoire de Krzysztof Bodurka devant ses compatriotes Piotr Łobodziński et Marcel Fabian.
Blessé, le favori Kílian Jornet ne prend pas le départ de Sierre-Zinal. En son absence, Rémi Bonnet et Patrick Kipngeno sont annoncés comme favoris. Les deux hommes assument leur rôle en prenant les devants de la course. Ils sont suivis de près par Philemon Kiriago. Patrick Kipngeno tente de creuser l'écart en tête, tandis que Rémi Bonnet cède du terrain et finit par abandonner. Deux autres Kényans, Njeri Kariba et Kevin Kibet, se battent alors pour la troisième place. Patrick Kipngeno finit par perdre son avance dans la descente finale et se fait doubler par son compatriote Philemon Kiriago qui s'offre la victoire avec plus d'une minute d'avance sur son compatriote. Kevin Kibet parvient à décrocher la troisième marche d'un podium 100 % kényan.
L'Américain Chris Allen crée la suprise en prenant le premier les commandes du Trophée Nasego. Il ne tarde pas à se faire rattraper par le duo kényan avec Philemon Ombogo Kiriago qui récupère la tête, suivi de près par Patrick Kipngeno qui filent s'offrir les deux premières marches du podium. L'Américain ne se laisse pas impressionner mais doit ensuite résister aux assauts de Cesare Maestri pour conserver la troisième place.
En raison des risques d'incendie sur la Grande Canarie, le parcours de l'épreuve Sky Gran Canaria TPT35 est largement revu. Il voit Christian Allen dominer la course. Il s'impose aisément en 2 h 29 min 29 s avec six minutes d'avance sur son compatriote Andrew Wacker. Le Tchèque Ondřej Fejfar complète le podium.
Bien que n'ayant pas participé à la course finale, Philemon Kiriago remporte le classement Long grâce à ses deux victoires.
- Silver (20 points au vainqueur)
- Gold (50 points au vainqueur)

| Course                 | Vainqueur               | Deuxième          | Troisième                 |
| ---------------------- | ----------------------- | ----------------- | ------------------------- |
| Broken Arrow Skyrace   | Eli Hemming             | Chad Hall         | Meikael Beaudoin-Rousseau |
| Tatra Race Run         | Krzysztof Bodurka       | Piotr Łobodziński | Marcel Fabian             |
| Sierre-Zinal           | Philemon Ombogo Kiriago | Patrick Kipngeno  | Kevin Kibet               |
| Trophée Nasego         | Philemon Ombogo Kiriago | Patrick Kipngeno  | Christian Allen           |
| Sky Gran Canaria TPT35 | Christian Allen         | Andrew Wacker     | Ondřej Fejfar             |

#### Femmes
La course féminine de la Broken Arrow Skyrace est menée dans un premier temps par Anna Gibson et Tabor Hemming. Allie McLaughlin lance son attaque peu après et récupère la tête de course. Elle creuse l'écart en tête. Anna Gibson parvient à se défaire de Tabor Hemming pour prendre en chasse Allie McLaughlin. Cette dernière ne relâche pas ses efforts et remporte la victoire. Anna Gibson et Tabor Hemming complètent le podium.
La Tatra Race Run est remporté par la Polonaise Iwona Januszyk. La Slovène Klara Ljubi et la Polonaise Kinga Kwiatkowska complètent le podium.
Le début de la course féminine Sierre-Zinal voit une lutte en tête entre Philaries Kisang et la surprenante Mădălina Florea. La Roumaine finit par lever le pied, laissant Joyce Muthoni Njeru et Sophia Laukli revenir aux avant-postes. L'Américaine lance alors son attaque pour récupérer la tête de course. Joyce Muthoni Njeru tente de la suivre mais finit par se faire distancer. Sophia Laukli remporte la victoire pour sa première participation. Joyce Muthoni Njeru et Philaries Kisang complètent le podium. Annoncée comme l'une des favorites, Nienke Brinkman se classe sixième sans jamais avoir été aux avant-postes.
La Roumaine Monica Mădălina Florea s'empare la première des commandes du Trophée Nasego sur un rythme soutenu. À mi-parcours, Andrea Mayr tire avantage du terrain plus escarpé pour passer en tête, suivie par Joyce Muthoni Njeru. Laissant filer l'Autrichienne vers la victoire, Monica Mădălina Florea défend sa position et parvient à décrocher la deuxième marche du podium devant Joyce Muthoni Njeru.
L'Italienne Camilla Magliano mène les débats sur la Sky Gran Canaria TPT35 et semble se dirigier vers la victoire. Néanmoins, une erreur de parcours permet à sa rivale Ikram Rharsalla de passer en tête et s'offrir la victoire devant l'Italienne. La Britannique Sara Willhoit complète le podium.
Bien que n'ayant pas participé à la course finale, Joyce Muthoni Njeru remporte le classement Long grâce à ses deux podiums.
- Silver (20 points au vainqueur)
- Gold (50 points au vainqueur)

| Course                 | Vainqueur              | Deuxième               | Troisième               |
| ---------------------- | ---------------------- | ---------------------- | ----------------------- |
| Broken Arrow Skyrace   | Allie McLaughlin       | Anna Gibson            | Tabor Hemming           |
| Tatra Race Run         | Iwona Januszyk         | Klara Ljubi            | Kinga Kwiatkowska       |
| Sierre-Zinal           | Sophia Laukli          | Joyce Muthoni Njeru    | Philaries Jeruto Kisang |
| Trophée Nasego         | Andrea Mayr            | Monica Mădălina Florea | Joyce Muthoni Njeru     |
| Sky Gran Canaria TPT35 | Ikram Rharsalla Laktab | Camilla Magliano       | Sara Willhoit           |

### Résultats détaillés Classique

#### Hommes
La Montemuro Vertical Run voit un groupe se former en tête mené par le Néo-Zélandais Michael Sutton. Le groupe commence à se défaire à la mi-parcours avec le Canadien Alexandre Ricard en tête, suivi de près par Alex Baldaccini et Rui Texeira. Alexandre Ricard creuse ensuite l'écart pour filer vers la victoire. Son compatriote Rémi Leroux effectue une grosse remontée pour terminer deuxième devant Alex Baldaccini.
Philemon Ombogo Kiriago prend les commandes du Fletta Trail sur un rythme soutenu. Il est suivi à distance par Filimon Abraham et Sylvain Cachard. Continuant sur sa lancée, le Kényan creuse l'écart en tête pour s'imposer en 1 h 24 min 22 s, signant un nouveau record du parcours pour la première fois en moins de 1 h 25. Filimon Abraham assure la deuxième place. Ancien détenteur du record du parcours, Cesare Maestri effectue une grosse remontée en fin de course et parvient à doubler Sylvain Cachard pour s'offrir la troisième marche du podium.
En raison de travaux sur la voie du tramway du Mont-Blanc, le parcours de la montée du Nid d'Aigle est modifié et l'arrivée est donnée à la station inférieure à Bellevue. Un trio kényan composé de Patrick Kipngeno, Philemon Kiriago et Timothy Kirui prend les commandes de la course suivi de près par Stian Angermund. À mi-parcours, Patrick Kipngeno accélère et s'envole seul en tête pour s'offrir la victoire. Philemon Kiriago parvient à assurer la deuxième place tandis que Timothy Kirui craque et perd plusieurs places. Xavier Chevrier effectue une solide fin de course et parvient à doubler Stian Angermund pour s'offrir la troisième marche du podium.
En l'absence de grands favoris, la course Canfranc-Canfranc 16K se montre très ouverte. Un premier groupe de coureurs se forme en tête avec Rémi Leroux, Eduardo Hernández et Álvaro Osanz. Le Canadien atteint le premier le sommet de la Moleta avec Álvaro Osanz sur ses talons. Dans la descente finale, le Marocain Adil Moussaoui crée la surprise en doublant ses adversaires pour remporter la victoire. Eduardo Hernández et Álvaro Osanz complètent le podium.
Le Kényan Lengen Lolkurraru prend le premier les commandes du Primiero Dolomiti Trail. Il est suivi par les Italiens Xavier Chevrier et Henri Aymonod ainsi que par son compatriote Timothy Kimutai Kiriu. À mi-parcours, Xavier Chevrier lance son attaque et parvient à s'emparer de la tête de course. Derrière lui, Henri Aymonod parvient à le suivre, tout comme Rémi Leroux et Alberto Vender. Xavier Chevrier mène la fin de course pour s'offrir la victoire. Rémi Leroux parvient à suprendre Henri Aymonod en fin de course pour s'offrir la deuxième marche du podium.
La course de Šmarna Gora voit un groupe de tête s'échanger la tête de course à plusieurs reprises. Les Italiens Isacco Costa et Michael Galassi, le Kényan Lengen Lolkurraru, le Canadien Rémi Leroux et le Slovène Timotej Bečan se livrent une bataille acharnée. Le Slovène, avantagé par la connaissance du terrain, semble tirer son épingle du jeu mais Isacco Costa lance son attaque pour s'emparer de la tête, menant dans son sillage Lengen Lolkurraru et Rémi Leroux. Les trois hommes terminent dans cet ordre sur le podium.
Le parcours de la Sky Gran Canaria AA21 est modifié en un tracé sur deux boucles totalisant 22 kilomètres en raison des risques d'incendie sur la Grande Canarie. Annoncé comme favori, Philemon Kiriago mène la course suivi de près par son compatriote Patrick Kipngeno. Ce n'est que dans les derniers kilomètres que Philemon Kiriago parvient à se détacher de son adversaire et remporte la victoire. L'Américain Liam Meirow complète le podium.
Grâce à sa victoire, Philemon Kiriago remporte le classement Classique ainsi que le classement général devant Patrick Kipngeno. Le Britannique Joe Steward se classe troisième du général grâce à sa bonne fin de saison.
- Silver (20 points au vainqueur)
- Gold (50 points au vainqueur)

| Course                  | Vainqueur               | Deuxième                   | Troisième            |
| ----------------------- | ----------------------- | -------------------------- | -------------------- |
| Montemuro Vertical Run  | Alexandre Ricard        | Rémi Leroux                | Alex Baldaccini      |
| Fletta Trail            | Philemon Ombogo Kiriago | Filimon Abraham            | Cesare Maestri       |
| Montée du Nid d'Aigle   | Patrick Kipngeno        | Philemon Ombogo Kiriago    | Xavier Chevrier      |
| Canfranc-Canfranc 16K   | Adil Moussaoui          | Eduardo Hernández Teixidor | Álvaro Osanz Laborda |
| Primiero Dolomiti Trail | Xavier Chevrier         | Rémi Leroux                | Henri Aymonod        |
| Course de Šmarna Gora   | Isacco Costa            | Lengen Lolkurraru          | Rémi Leroux          |
| Sky Gran Canaria AA21   | Philemon Ombogo Kiriago | Patrick Kipngeno           | Liam Meirow          |

#### Femmes
Un trio formé de Joyce Muthoni Njeru, Scout Adkin et Camilla Magliano s'empare des commandes de la Montemuro Vertical Run. Joyce Muthoni Njeru se détache en tête à mi-parcours, tandis que Lucy Wambui Murigi parvient à doubler Camilla Magliano pour prendre la troisième place. Semblant se diriger vers la victoire, Joyce Muthoni Njeru se fait surprendre dans la dernière montée par Scout Adkin qui parvient à lancer son attaque et passe en tête pour s'offrir la victoire devant les deux Kényanes.
Andrea Mayr prend la première la tête de course du Fletta Trail, suivie par Philaries Kisang. Menant sur un rythme soutenu, l'Autrichienne semble se diriger vers la victoire mais se fait rattraper en fin de course par Joyce Muthoni Njeru qui tire avantage de la descente pour doubler Philaries Kisang puis rattraper Andrea Mayr. Joyce Muthoni Njeru double l'Autrichienne dans les derniers kilomètres pour remporter la victoire. Andrea Mayr et Philaries Kisang complètent le podium.
Philaries Kisang prend la première les commandes de la montée du Nid d'Aigle, suivie par Joyce Muthoni Njeru. Les deux femmes s'échangent la tête de course à plusieurs reprises mais Joyce Muthoni Njeru parvient à prendre le meilleur sur sa compatriote malgré des problèmes gastriques et s'impose avec cinq secondes d'avance. La Finlandaise Susanna Saapunki réalise une solide course pour s'offrir la troisième marche du podium.
Également annoncée comme favorite deux jours après sa victoire sur le Canfranc-Canfranc Vertical, Joyce Muthoni Njeru s'empare la première de la tête de la Canfranc-Canfranc 16K. Elle creuse l'écart en tête et s'envole vers la victoire en 1 h 58 min 57 s, terminant avec plus de dix minutes d'avance sur ses rivales. L'Italienne Camilla Magliano effectue une bonne course pour tenter de s'offrir la deuxième place mais se fait doubler par Lucy Wambui Murigi dans la descente finale.
La Finlandaise Susanna Saapunki s'élance en tête du Primiero Dolomiti Trail. Elle creuse l'écart sur ses rivales et s'impose aisément avec une minute et demi d'avance sur ses rivales. Les deux autres places du podium font l'objet d'une lutte serrée entre Lucy Wambui Murigi, Sara Willhoit et Vivien Bonzi. Lucy Wambui Murigi parvient à faire la différence pour s'assurer de la deuxième place. Vivien Bonzi tente d'assurer la troisième place mais finit par craquer et cède sa place à Sara Willhoit.
La Finlandaise Susanna Saapunki s'empare des commandes de la course de Šmarna Gora dès le début et creuse l'écart en tête. Elle s'impose aisément en 49 min 41 s avec près de trois minutes d'avance sur sa plus proche rivale Varineja Drašler. Nuša Mali complète le podium.
Annoncée comme favorite sur la Sky Gran Canaria AA21, Joyce Muthoni Njeru assume son rôle et domine la course de bout en bout pour remporter la victoire. Sa compatriote Philaries Kisang s'assure de la deuxième place devant Scout Adkin.
Joyce Muthoni Njeru remporte aisément les classements Classique et général. Scout Adkin parvient à décrocher la deuxième place du classement général grâce à une saison consistante. Elle devance Philaries Kisang.
- Silver (20 points au vainqueur)
- Gold (50 points au vainqueur)

| Course                  | Vainqueur           | Deuxième            | Troisième          |
| ----------------------- | ------------------- | ------------------- | ------------------ |
| Montemuro Vertical Run  | Scout Adkin         | Joyce Muthoni Njeru | Lucy Wambui Murigi |
| Fletta Trail            | Joyce Muthoni Njeru | Andrea Mayr         | Philaries Kisang   |
| Montée du Nid d'Aigle   | Joyce Muthoni Njeru | Philaries Kisang    | Susanna Saapunki   |
| Canfranc-Canfranc 16K   | Joyce Muthoni Njeru | Lucy Wambui Murigi  | Camilla Magliano   |
| Primiero Dolomiti Trail | Susanna Saapunki    | Lucy Wambui Murigi  | Sara Willhoit      |
| Course de Šmarna Gora   | Susanna Saapunki    | Varineja Drašler    | Nuša Mali          |
| Sky Gran Canaria AA21   | Joyce Muthoni Njeru | Philaries Kisang    | Scout Adkin        |

## Classements

### Général

#### Hommes
| Rang          | Nom              | Course 1 | Course 2 | Course 3 | Course 4 | Course 5 | Course 6 | Course 7 | Course 8 | Course 9 | Course 10 | Course 11 | Course 12 | Course 13 | Course 14 | Course 15 | Course 16 | Course 17 | Points |
| ------------- | ---------------- | -------- | -------- | -------- | -------- | -------- | -------- | -------- | -------- | -------- | --------- | --------- | --------- | --------- | --------- | --------- | --------- | --------- | ------ |
| Médaille d'or | Philemon Kiriago |          |          |          |          | 40       | 50       | 40       | 50       | 20       | 50        |           |           |           |           | 25        |           | 55        | 285    |
| 2             | Patrick Kipngeno |          |          |          |          | 50       |          | 50       | 40       | 50       | 40        |           |           |           |           | 45        |           | 45        | 280    |
| 3             | Joe Steward      |          |          |          |          | 30       | 14       | 16       | 0        | 30       |           | 50        |           |           |           | 55        |           | 30        | 211    |
| 4             | Rémi Leroux      |          |          |          | 40       |          |          |          |          | 16       |           | 40        | 25        | 17        | 14        | 23        |           | 23        | 168    |
| 5             | Christian Allen  |          |          |          |          |          |          |          |          | 40       | 30        |           |           |           |           | 35        | 55        |           | 160    |
| 6             | Andrea Rostan    | 50       |          |          |          | 25       | 1        | 12       |          | 18       |           |           |           |           |           | 19        |           | 15        | 139    |

#### Femmes
| Rang          | Nom                 | Course 1 | Course 2 | Course 3 | Course 4 | Course 5 | Course 6 | Course 7 | Course 8 | Course 9 | Course 10 | Course 11 | Course 12 | Course 13 | Course 14 | Course 15 | Course 16 | Course 17 | Points |
| ------------- | ------------------- | -------- | -------- | -------- | -------- | -------- | -------- | -------- | -------- | -------- | --------- | --------- | --------- | --------- | --------- | --------- | --------- | --------- | ------ |
| Médaille d'or | Joyce Muthoni Njeru |          |          |          | 40       | 20       | 50       | 50       | 40       | 18       | 30        | 50        | 50        |           |           | 35        |           | 55        | 295    |
| 2             | Scout Adkin         |          |          |          | 50       | 40       | 20       |          |          | 30       | 16        |           |           |           |           | 55        |           | 35        | 230    |
| 3             | Philaries Kisang    |          |          |          |          | 30       | 30       | 40       | 30       | 40       | 25        |           |           |           |           | 30        |           | 45        | 215    |
| 4             | Andrea Mayr         |          |          |          |          | 50       | 40       |          |          | 50       | 50        |           |           |           |           |           |           |           | 190    |
| 5             | Lucy Wambui Murigi  |          |          |          | 30       | 14       | 16       | 25       | 10       |          | 18        | 30        | 40        | 17        |           |           |           | 30        | 173    |
| 6             | Camilla Magliano    |          |          |          | 25       |          |          | 18       | 8        |          |           | 25        | 30        |           |           | 23        | 45        |           | 166    |

### Vertical
| Rang          | Nom              | Course 1 | Course 2 | Course 3 | Course 4 | Course 5 | Points |
| ------------- | ---------------- | -------- | -------- | -------- | -------- | -------- | ------ |
| Médaille d'or | Patrick Kipngeno |          | 50       | 50       |          | 40       | 140    |
| 2             | Joe Steward      |          | 30       | 30       | 50       | 50       | 130    |
| 3             | Andrea Rostan    | 50       | 25       | 18       |          | 14       | 93     |

| Rang          | Nom                 | Course 1 | Course 2 | Course 3 | Course 4 | Course 5 | Points |
| ------------- | ------------------- | -------- | -------- | -------- | -------- | -------- | ------ |
| Médaille d'or | Scout Adkin         |          | 40       | 30       |          | 50       | 120    |
| 2             | Andrea Mayr         |          | 50       | 50       |          |          | 100    |
| 3             | Joyce Muthoni Njeru |          | 20       | 18       | 50       | 30       | 100    |

### Long
| Rang          | Nom              | Course 1 | Course 2 | Course 3 | Course 4 | Course 5 | Points |
| ------------- | ---------------- | -------- | -------- | -------- | -------- | -------- | ------ |
| Médaille d'or | Philemon Kiriago |          |          | 50       | 50       |          | 100    |
| 2             | Christian Allen  |          |          |          | 30       | 50       | 80     |
| 3             | Patrick Kipngeno |          |          | 40       | 40       |          | 80     |

| Rang          | Nom                    | Course 1 | Course 2 | Course 3 | Course 4 | Course 5 | Points |
| ------------- | ---------------------- | -------- | -------- | -------- | -------- | -------- | ------ |
| Médaille d'or | Joyce Muthoni Njeru    |          |          | 40       | 30       |          | 70     |
| 2             | Allie McLaughlin       | 50       |          | 14       |          |          | 64     |
| 3             | Monica Mădălina Florea |          |          | 16       | 40       |          | 56     |

### Classique
| Rang          | Nom              | Course 1 | Course 2 | Course 3 | Course 4 | Course 5 | Course 6 | Course 7 | Points |
| ------------- | ---------------- | -------- | -------- | -------- | -------- | -------- | -------- | -------- | ------ |
| Médaille d'or | Philemon Kiriago |          | 50       | 40       |          |          |          | 50       | 140    |
| 2             | Patrick Kipngeno |          |          | 50       |          |          |          | 40       | 90     |
| 3             | Rémi Leroux      | 40       |          |          | 25       | 17       | 14       | 18       | 83     |

| Rang          | Nom                 | Course 1 | Course 2 | Course 3 | Course 4 | Course 5 | Course 6 | Course 7 | Points |
| ------------- | ------------------- | -------- | -------- | -------- | -------- | -------- | -------- | -------- | ------ |
| Médaille d'or | Joyce Muthoni Njeru | 40       | 50       | 50       | 50       |          |          | 50       | 150    |
| 2             | Philaries Kisang    |          | 30       | 40       |          |          |          | 40       | 110    |
| 3             | Scout Adkin         | 50       | 20       |          |          |          |          | 30       | 100    |